# 興宗寺 (小松市)
興宗寺（こうしゅうじ）は、石川県小松市月津町にある真宗大谷派の寺院である。山号は「牛鼻山」（ぎゅうびざん）。福井県福井市にも浄土真宗本願寺派の興宗寺があり山号も同じである。大谷派の寺院を「月津興宗寺」、本願寺派の寺院を「福井興宗寺」と別称する場合がある。

## 沿革
福井興宗寺第五世円慶の頃、本願寺の蓮如が越前吉崎に下向された。円慶は吉崎御坊の一宇建立のため尽力し、蓮如に仕えた。その後、円慶は隠居の地を加賀月津に定め、福井興宗寺の掛所とした。また、その功績がみとめられ蓮如から「牛鼻山」の山号を賜った。本願寺の東西分立時に興宗寺も東西に分かれ、福井の興宗寺は浄土真宗本願寺派（西）、月津の掛所は真宗大谷派（東）となり、現在に至る。